# Floridaceras
Floridaceras — вимерлий рід носорогів епохи міоцену (ранній гемінгфорд), ендемічний для Північної Америки, жив приблизно від ~20.6 до 16.3 млн років тому.

## Таксономія
Floridaceras назвав Вуд (1964). Його тип — Floridaceras whitei. Вуд (1964) і Керрол (1988) віднесли його до Rhinocerotidae; і до Aceratheriinae Prothero (1998).

## Розповсюдження викопних решток
Єдиним відомим місцем є ферма Томаса в окрузі Гілкріст, Флорида, ~20.6—16.3 млн. років.

## Опис
Floridaceras був надзвичайно великого розміру для носорога Хемінгфорда. За розміром його можна було б приблизно порівняти з чорним носорогом, набагато більшим за своїх сучасників, таких як Menoceras. Як і багато примітивних Aceratheriinae, він не має рогів, відносно довгих кінцівок і брахідонтних зубів.